# Karakteristieke impedantie

Karakteristieke impedantie als functie van de frequentie

De karakteristieke impedantie is een begrip uit de elektrotechniek, waarmee de impedantie wordt aangeduid van een HF transmissielijn indien deze een oneindige lengte zou hebben.
De karakteristieke impedantie wordt van belang als de golflengte van het getransporteerde signaal gering is, vergeleken bij de lengte van de kabel. Bij audioverbindingen in een stereotoren (golflengte vanaf 15 km) is ze dus onbelangrijk. Dat wordt anders bij antennekabels (golflengte minder dan een meter).
De karakteristieke impedantie is behalve van de lijnparameters, ook afhankelijk van de frequentie van het aangesloten signaal. Volgend uit de telegraafvergelijkingen heeft een transmissielijn bij een signaal met hoekfrequentie {\displaystyle \omega } een karakteristieke impedantie {\displaystyle Z_{0}} gegeven door:
{\displaystyle Z_{0}={\sqrt {\frac {r+j\omega l}{g+j\omega c}}}}
Daarin is:
- {\displaystyle l} de zelfinductiecoëfficiënt per lengte-eenheid,  in henry per meter (H/m)
- {\displaystyle c} de capaciteit per lengte-eenheid,  in farad per meter (F/m)
- {\displaystyle r} de serieweerstand  per lengte-eenheid, in ohm per meter (Ω/m)
- {\displaystyle g} de parallelgeleiding per lengte-eenheid,  in siemens per meter (S/m)
- {\displaystyle Z_{0}} de karakteristieke impedantie van de kabel, in ohm (Ω).

Is de lijn verliesvrij ({\displaystyle r=0,g=0}), dan is de karakteristieke impedantie onafhankelijk van de frequentie:
{\displaystyle Z_{0}={\sqrt {\frac {l}{c}}}}
Om vermogensverlies en storingen door reflecties te voorkomen, is het belangrijk dat een transmissielijn wordt afgesloten met een weerstand gelijk aan de karakteristieke impedantie. Wordt een transmissielijn met lengte {\displaystyle L} aan het uiteinde afgesloten met een impedantie {\displaystyle Z_{L}} die afwijkt van de karakteristieke impedantie, dan zal aan het begin een impedantie {\displaystyle Z_{i}}  waargenomen worden volgens:
{\displaystyle Z_{i}=Z_{0}{\frac {Z_{L}+Z_{0}\tanh(\gamma L)}{Z_{0}+Z_{L}\tanh(\gamma L)}}}
Daarin is {\displaystyle \gamma } de voortplantingscoëfficiënt van de transmissielijn.

## Verliesvrije lijn
Voor een verliesvrije lijn is {\displaystyle \gamma =j\omega {\sqrt {lc}}=j\beta }, zodat dan;
{\displaystyle Z_{i}=Z_{0}{\frac {Z_{L}+Z_{0}\tan(\beta L)}{Z_{0}+Z_{L}\tan(\beta L)}}}.
Daarin is {\displaystyle \beta } de fasecoëfficiënt.

### Kwart-lambdalijn
Een speciaal geval is ook de zogenaamde kwart-lambdalijn, een verliesvrije transmissielijn met een lengte gelijk aan een kwart van de golflengte van het signaal. Aangezien:
{\displaystyle \beta \lambda =2\pi },
is:
{\displaystyle \cos(\beta L)=\cos \left(\beta {\frac {\lambda }{4}}\right)=\cos \left({\frac {\pi }{2}}\right)=0},
zodat:
{\displaystyle Z_{i}=Z_{0}{\frac {Z_{L}\cos(\beta L)+Z_{0}\sin(\beta L)}{Z_{0}\cos(\beta L)+Z_{L}\sin(\beta L)}}={\frac {Z_{0}^{2}}{Z_{L}}}}

### Half-lambdalijn
Een ander speciaal geval is de zogenaamde half-lambdalijn, een verliesvrije transmissielijn met een lengte gelijk aan de helft van de golflengte van het signaal. Dan is
{\displaystyle \sin(\beta L)=\sin \left(\beta {\frac {\lambda }{2}}\right)=\sin(\pi )=0},
zodat:
{\displaystyle Z_{i}=Z_{0}{\frac {Z_{L}+Z_{0}\tan(\beta {\frac {\lambda }{2}})}{Z_{0}+Z_{L}\tan(\beta {\frac {\lambda }{2}})}}=Z_{L}}

## Bepaling
Meestal zal men niet aan een oneindig lange lijn meten om de karakteristieke impedantie te bepalen. Er blijken echter twee eenvoudige metingen aan een lijn mogelijk te zijn om de karakteristieke impedantie te kunnen bepalen.

### Kortgesloten lijn
Een lijn die aan het einde is kortgesloten, dus met {\displaystyle Z_{L}=0}, zal een ingangsimpedantie hebben van:
{\displaystyle Z_{\text{kort}}=Z_{0}{\frac {Z_{L}+Z_{0}\tanh(\gamma L)}{Z_{0}+Z_{L}\tanh(\gamma L)}}=Z_{0}\tanh(\gamma L)}

### Open lijn
Is de lijn aan het uiteinde open, dat wil zeggen onbelast, dus met {\displaystyle Z_{L}=\infty }, dan zal de ingangsimpedantie gelijk zijn aan:
{\displaystyle Z_{\text{open}}=Z_{0}{\frac {1+{\frac {Z_{0}}{Z_{L}}}\tanh(\gamma L)}{{\frac {Z_{0}}{Z_{L}}}+\tanh(\gamma L)}}={\frac {Z_{0}}{\tanh(\gamma L)}}}
De karakteristieke impedantie kan dus via twee eenvoudige metingen berekend worden als:
{\displaystyle Z_{0}={\sqrt {Z_{\text{kort}}Z_{\text{open}}}}}

## Karakteristieke impedantie van het vacuüm
De karakteristieke impedantie van het vacuüm is de magnetische veldconstante maal de lichtsnelheid, dit is ongeveer 377 ohm. Het is bij elektromagnetische straling de amplitude van het elektrisch veld (standaardeenheid: V/m) gedeeld door de amplitude van het magnetisch veld (standaardeenheid: A/m).
De exacte waarde is:
{\displaystyle Z_{0}=\mu _{0}c=119{,}9169832\;\pi \ \Omega }
Volgens de herdefinitie van de basiseenheden, waaronder ook een herdefinitie van de ampère, zal dit niet meer exact gelden.